# Бруківка

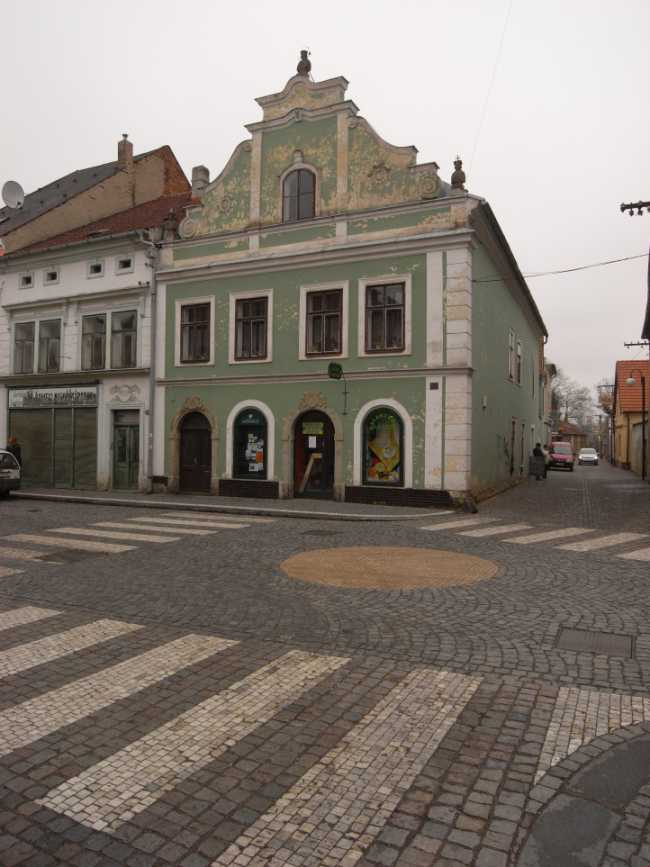
Бруківка з брущатки. Високе Мито, Чехія

Брукі́вка, брук (через пол. bruk від сер.-н.-нім. brugge — «міст»), розм. мостова́ — міська дорога або вулиця, вимощена камінням. Роботи з вимощування камінням вулиць, доріг називаються брукуванням чи мощенням.

## Історія

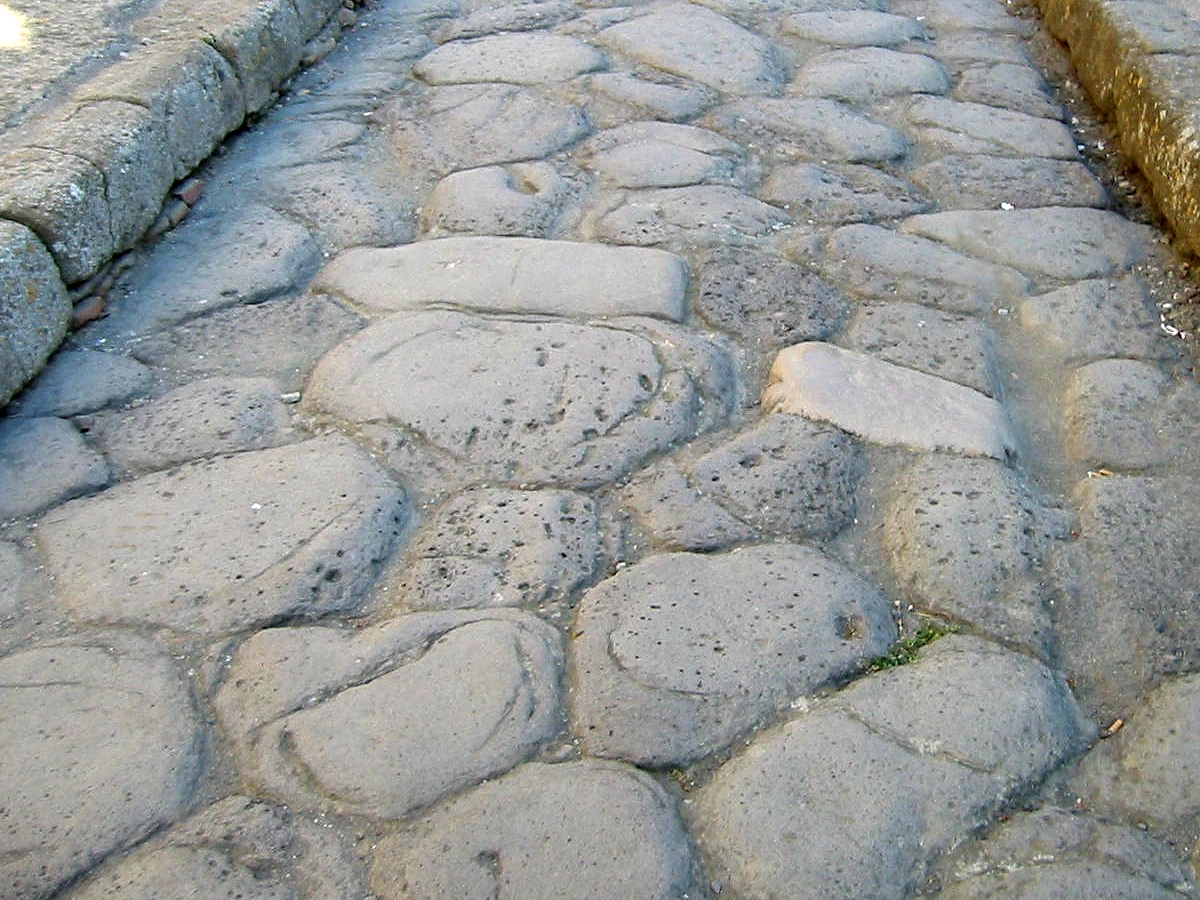
Брук з багатокутних каменів у Геркуланумі

Покриття вулиць і доріг каменем відоме з глибокої давнини. Залишки бруків у Месопотамії дозволяють припустити використовування техніки брукування вже в 4000 році до н. е.. Єгиптяни і вавилоняни використовували брук на дорогах для легкого вантажного транспорту. У VII ст. до н. е. у Вавилоні була брукована вулиця для процесій.

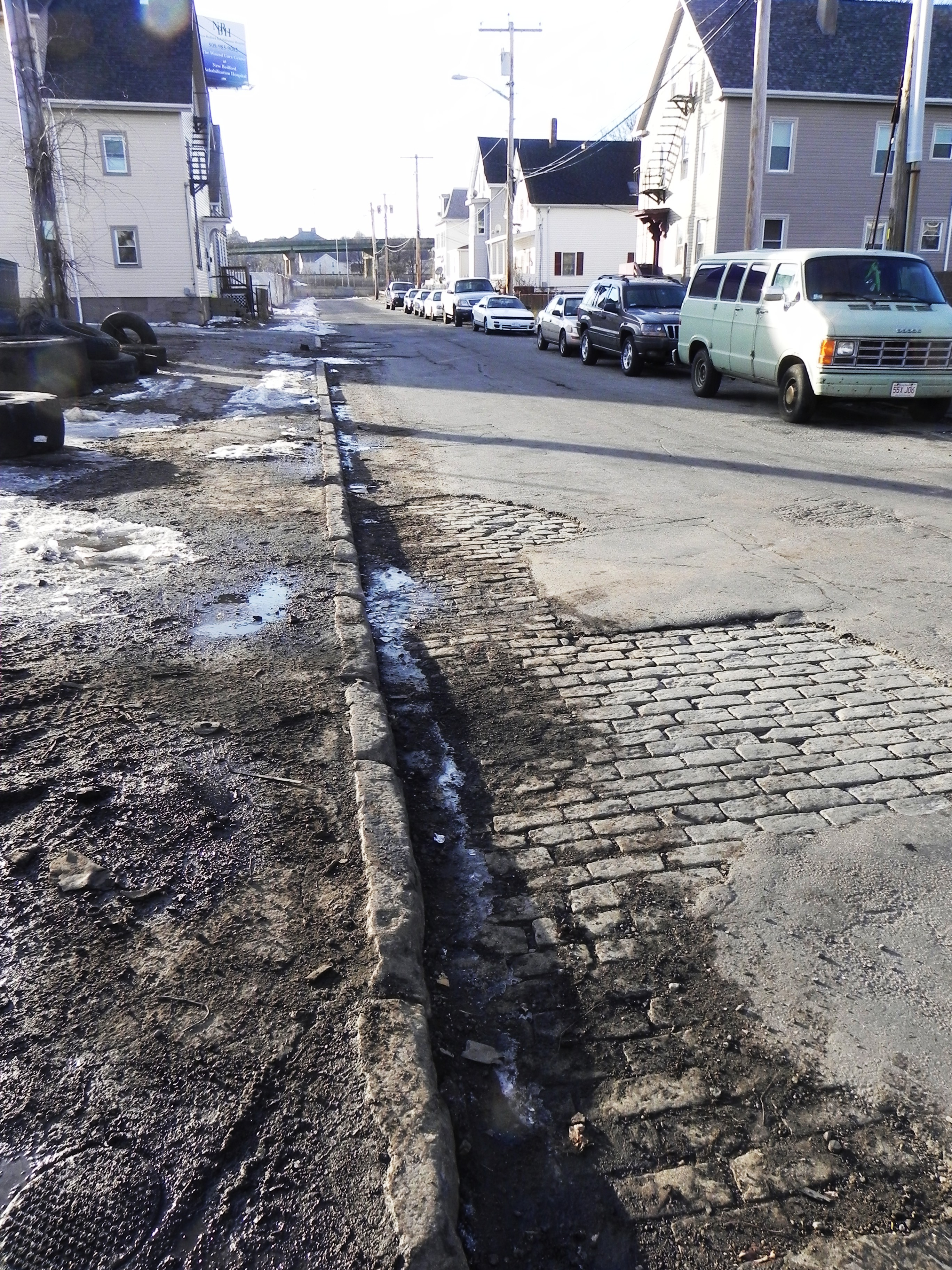
Бруківка під асфальтовим покриттям. Нью-Бедфорд, штат Массачусетс.

У Римській імперії технологія брукування була кардинально вдосконалена. Римляни використали переваги брукованого покриття в будівництві своїх головних доріг і розуміли необхідність тривкої основи бруку. Залежно від стану ґрунту вони обирали один з двох способів. У багнистій місцевості встановлювалися тримні конструкції з поздовжніх і поперечних колод, на яких надалі влаштовували брук. Якщо ж дорога проходила по твердому ґрунту, робітники насипали спочатку грубий булижник, потім гравій чи гальку, і нарешті пісок. На піщаній подушці укладали камені бруку. Базальтові чи вапнякові камені вкладалися у вільному порядку (так звана «дика в'язь»), також влаштовувався поперечний ухил дорожнього полотна для забезпечення стоку води.
У багатих лісом районах (наприклад, у Поліссі) використовували колодяні бруки. У стародавньому Новгороді мостові робили з дерев'яних поздовжніх плах, покладених на поперечні. Коли така дорога приходила в непридатність, поверх неї робили новий настил.
У Львові брукування Ринкової площі, головних вулиць міста завершили 1452 року, а всіх вулиць до 1487 року. Також у місті були кам'яні широкі тротуари, де могли одночасно пройти 4 людини. На брукування нових вулиць міста 1891 року міська рада призначила 600 000 золотих ринських.
У Києві мостова ХІ-ХІІ століть виявлена поблизу Львівської площі. Кам'яна бруківка уперше з'явилася 1842 року на вулицях Московській і Проваллі (Печерськ), Олександрівській (біля Царського саду), Софіївській. Камінь для бруківки доставлявся Дніпром з Мінської губернії. Згідно з переписом 1874 р., у Києві найбільше було забруковано вулиць у Дворцовій і Старокиївській частинах міста. На початку XX ст. Мостовий комітет за участі В. Демченка вирішив укладати бруківки з гранітних кубиків на бетонній основі. Спершу такий граніт можна було придбати лише за кордоном. 1910 року Міністерство внутрішніх справ дозволило Києву купити у Швеції 1 тис. кв. сажнів гранітних кубиків.
У Москві лише центральні вулиці були замощені «колодяною мостовою», які так і називали: «великі мостові вулиці». Їх робили як з простих колод (обтесаних зверху чи покритих дошками), так і з брусів (на найважливіших царських проїздах). 1692 року починається заміна дерев'яних мостових на кам'яні, а в 1785 році дерев'яні мостові у містах Російської імперії забороняються. Обов'язок власників розташованих поблизу будинків стежити за станом бруків (мостова повинність) була однією з міщанських повинностей (у сільських районах так називався обов'язок доглядати мости).
При мощенні округлим каменем створюється нежорстке дорожнє покриття, і в 1928 році такий брук визнано анахронізмом. У Московській, Владимирській, Ярославській, Костромській, Нижньогородській і ін. губерніях мало каменю, тому з 1928 року доводилось думати про клінкер, а 5 клінкерних заводів були в Україні й Білорусі.

## Влаштування

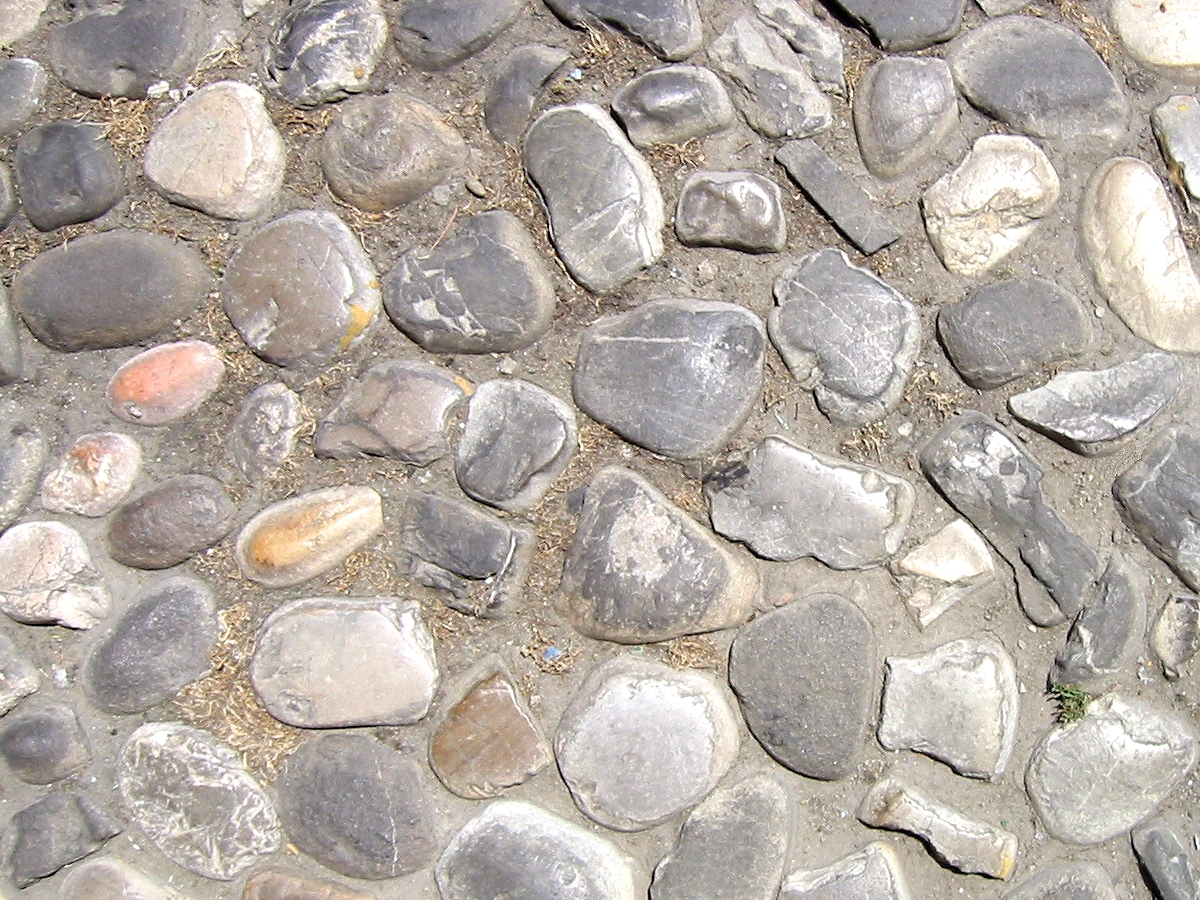
Брукування булижником.

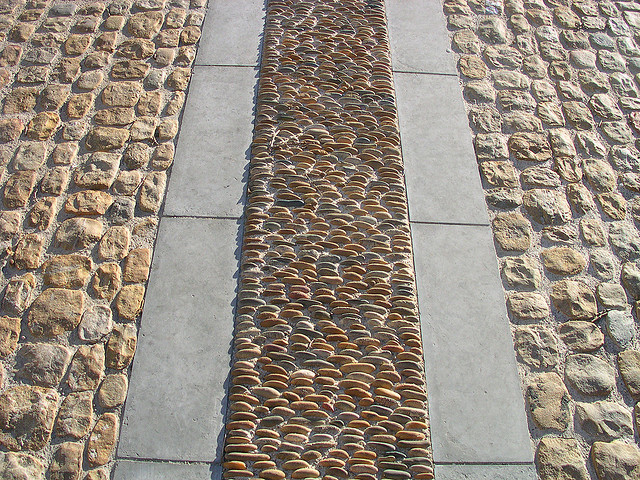
Бруківка з рівно викладених рядів булижнику (так звана calade) в Авіньйоні

Звичайним матеріалом для бруку був камінь: як круглий необроблений (булижник), так і спеціальні відшліфовані плитки (брущатка), штучний камінь — цегла, клінкер, трилінка.
Порівняно з щебеневим покриттям бруковане має більшу міцність і непроникність, на ньому утворюється менше болота й пилу. У Російській імперії XIX — початку XX частіше за все використовували звичайний необроблений бруковий камінь — з огляду дешевизни. Брук з дуже великого кругляку був надто труським, тому цей матеріал використовували лише для укріплення відкосів від розмиву. Для проїжджої частини використовували середній і дрібний кругляк (17-22 см завдовжки). Для рівномірного розподілу тиску на ґрунт, відводу води й більшої міцності камені укладали на основу з піску, хрящу, щебеню чи бетону. Укладання мало бути якомога щільнішим, для укріплення каміння в наданому положенні використовували пісок. Матеріал сортувався таким чином, щоб камені найбільшого розміру приходилися на ту частину дороги, що зазнаватиме найбільших навантажень, а дрібний кругляк — по боках. При вистиланні бруку кругляк уколочували трамбівками, проміжки між каменями защебенювали і знову утрамбовували. Закінчену бруківку засипали зернистим піском чи хрящем, який під дією дощу остаточно заповнював шпари. Внаслідок шкідливих впливів води, низьких температур і зносу бруковий камінь з часом розладнується. Для збільшення міцності вдавалися до влаштування подвійних бруків: нижній ряд з великих кругляків, поверх нього на другій піщаній подушці верхній ряд з середнього і дрібного каміння. У невеликих південнофранцузьких містах верхівки каменів підрівнювали для зручності проїзду. У Німеччині для брукування використовували відколоті камені (у Російській імперії такий брук траплявся у Прибалтиці, завдяки чому отримав назву «ризького»).
Бруківку з брущатки укладають на щебеневу чи бетонну основу, шви між плитками засипають піском чи заливають цементним розчином (рідше асфальтом).

## Інше
- Характерна поверхня деяких ділянок пустель, викликана накопиченням великих уламків гірських порід, отримала назву «пустельна бруківка».
- Замощення або теселяція — розбиття площини на багатокутники без пропусків і перекриттів, що нагадує брукування.